# Josep Massó Bosser
Josep Massó Bosser (Barcelona, f.s. XVI – post. 15 de febrer de 1652) va ser magistrat de la Reial Audiència Catalunya.
Pertanyent a una família de mercaders, va llicenciar-se en Dret. El 1632 va ser insaculat com a oïdor reial, càrrec al qual va renunciar en nomenat jutge de Cort. A instàncies del duc de Cardona, virrei de Catalunya, el 1635 fa una indagació de les queixes contra els excessos dels soldats allotjats a Catalunya. La vinculació de Massó amb el duc de Cardona prossegueix el 1637, quan l’assisteix a la campanya militar de Leucata.
En el context de la guerra entre Madrid i la Corona francesa, el maig de 1638 faculta el capità general de l’exèrcit hispànic a condemnar a mort els desertors sense necessitat d’un judici. A finals de 1639, és un dels firmants del ban general que amenaça amb grans penes als vassalls cridats que no acudissin al setge de Salses.
Totes aquestes disposicions van provocar que Massó fos un dels magistrats més perseguits durant la revolta catalana de 1640. El dia del Corpus de Sang aconsegueix salvar la vida ocultant-se en una sepultura del convent de Sant Francesc. La seva casa va ser malmesa i saquejada per la fúria popular.
No obstant això, a diferència d'altres magistrats de la Reial Audiència, Massó va restar a Barcelona, fins que les autoritats franceses el van desterrar, segons l’historiador Manel Güell el 1647, i segons el cronista Magí Sivillà el 1649.
Massó va dictar testament el 15 de febrer de 1652. En aquelles dates, el seu tiet Francesc Vila Massó exercia de conseller en cap de Barcelona. Consta que Josep Massó Bover era mort el juliol de 1653.